# 克里特小鸮
克里特小鸮（学名：Athene cretensis），是一种于更新世生存于現今希臘克里特岛的猫头鹰，已灭绝。其于1982年被Weesie发现并命名。它们至少有60厘米高，不会飞或几乎不会飞。在人类登陆克里特岛后，克里特小鸮便灭绝了。